# HD 29227
HD 29227，又名BD-03 830，SAO 131344、HR 1462，是一颗恒星，视星等为6.33，位于銀經199.53，銀緯-31.57，其B1900.0坐标为赤經4h 31m 2.4s，赤緯-3° -31.57′ 0″。